# Conringieae
Conringieae je tribus iz porodice kupusovki (Cruciferae). Pripada mu jednogodišnje i dvogodišnje bilje, s dva ili tri roda, Conringia, Zuvanda i novoosnovani monotipaski rod Iljinskaea s jednom vrstom izdvojenom iz roda Conringia.